# Ierland op de Olympische Zomerspelen 1996
Ierland nam deel aan de Olympische Zomerspelen 1996 in Atlanta, Verenigde Staten. Er werden vier medailles gewonnen deze editie, waaronder drie gouden.

## Medailleoverzicht
| Sport   | Olympiër       | Discipline           | Medaille |
| ------- | -------------- | -------------------- | -------- |
| Zwemmen | Michelle Smith | 400m vrije slag (v)  | Goud     |
| Zwemmen | Michelle Smith | 200m wisselslag (v)  | Goud     |
| Zwemmen | Michelle Smith | 400m wisselslag (v)  | Goud     |
| Zwemmen | Michelle Smith | 200m vlinderslag (v) | Brons    |

## Deelnemers en resultaten

### Atletiek
| Olympiër            | Discipline            | Resultaat | Prestatie                                                  |
| ------------------- | --------------------- | --------- | ---------------------------------------------------------- |
| Neil Ryan           | 100m (m)              | 83e       | serie 10: 7de in 10,78                                     |
| Gary Ryan           | 200m (m)              | 32e       | serie 11: 3de in 20,78 kwartfinale 5: 8ste in 20,89        |
| Eugene Farrell      | 400m (m)              | 48e       | serie 6: 6de in 47,18                                      |
| David Matthews      | 800m (m)              | 21e       | serie 1: 4de in 1.46,76 halve finale 3: 5de in 1.47,83     |
| Niall Bruton        | 1500m (m)             | 17e       | serie 1: 3de in 3.37,42 halve finale 1: 12de in 3.42,88    |
| Shane Healy         | 1500m (m)             | 23e       | serie 3: 5de in 3.37,28 halve finale 2: 11de in 3.39,81    |
| Marcus O'Sullivan   | 1500m (m)             | 44e       | serie 4: 6de in 3.38,16                                    |
| Cormac Finnerty     | 5000m (m)             | 24e       | serie 2: 10de in 13.54,01 halve finale 2: 10de in 14.08,88 |
| Sean Dollman        | 10000m (m)            | 34e       | serie 2: 19de in 29.19,03                                  |
| Sean Cahill         | 110m horden (m)       | 53e       | serie 2: 7de in 14,28                                      |
| T. J. Kearns        | 110m horden (m)       | 15e       | serie 6: 3de in 13,67 kwartfinale 2: 5de in 13,55          |
| Tom McGuirk         | 400m horden (m)       | 35e       | serie 6: 5de in 50,76                                      |
| Jimmy McDonald      | 20km snelwandelen (m) | 51e       | 1:32.11                                                    |
| Mark Mandy          | hoogspringen (m)      | 22e       | kwalificatie groep A: 11de met 2,20m                       |
| Nick Sweeney        | discuswerpen (m)      | 13e       | kwalificatie groep A: 7de met 62,04m                       |
| Terry McHugh        | speerwerpen (m)       | 29e       | kwalificatie groep A: 15de met 72,84m                      |
| Roman Linscheid     | kogelslingeren (m)    | 33e       | kwalificatie groep A: 18de met 68,14m                      |
|                     |                       |           |                                                            |
| Sinead Delahunty    | 1500m (v)             | 16e       | serie 1: 5de in 4.10,20 halve finale 1: 9de in 4.12,52     |
| Sonia O'Sullivan    | 1500m (v)             | 29e       | serie 2: 10de in 4.19,77                                   |
| Marie Davenport     | 5000m (v)             | 37e       | serie 2: 13de in 15.59,12                                  |
| Katy McCandless     | 5000m (v)             | 30e       | serie 3: 10de in 15.55,66                                  |
| Sonia O'Sullivan    | 5000m (v)             | DNF       | serie 1: 1ste in 15.15,80 (OR) finale: niet gefinisht      |
| Catherina McKiernan | 10000m (v)            | 11e       | serie 1: 6de in 32.32,10 finale: 11de in 32.00,38          |
| Susan Smith         | 400m horden (v)       | 11e       | serie 4: 3de in 55,22 halve finale 1: 5de in 54,93         |
| Deirdre Gallagher   | 10km snelwandelen (v) | 23e       | 45.47                                                      |

### Boksen
| Olympiër        | Discipline  | Resultaat | Prestatie |
| --------------- | ----------- | --------- | --- |
| Damaen Kelly    | -51kg (m)   | 5e        | 1ste ronde: W van BUL Strogov: 12-11 2de ronde: W van AUS Hussein: 27-20 kwartfinale: V van KAZ Zhumadilov: 6-13 |
| Francis Barrett | -63,5kg (m) | 9e        | 1ste ronde: W van BRA dos Santos: 32-7 2de ronde: V van TUN Missaoui: 6-18                                       |
| Brian Magee     | -75kg (m)   | 5e        | 1ste ronde: W van CAN Thompson: 13-5 2de ronde: W van CMR Tietsia: 11-6 kwartfinale: V van ALG Bahari: 9-15      |
| Cathal O'Grady  | -91kg (m)   | 9e        | 1ste ronde: V van NZL da Silva: scheidsrechterlijke beslissing                                                   |

### Boogschieten
| Olympiër     | Discipline      | Resultaat | Prestatie |
| ------------ | --------------- | --------- | --- |
| Keith Hanlon | individueel (m) | 22e       | plaatsingsronde: 34ste met 650 punten 1ste ronde: W van SLO Koprivnikar: 155-151 2de ronde: V van KOR Jang: 159-165 |

### Gymnastiek
| Olympiër       | Discipline               | Resultaat | Prestatie                              |
| -------------- | ------------------------ | --------- | -------------------------------------- |
| Barry McDonald | individuele meerkamp (m) | 74e       | kwalificatie: 74ste met 102,850 punten |

### Judo
| Olympiër      | Discipline | Resultaat | Prestatie                                   |
| ------------- | ---------- | --------- | ------------------------------------------- |
| Sean Sullivan | -60kg (m)  | 33e       | 1ste ronde: V van IND Singh                 |
| Ciarán Ward   | -65kg (m)  | 21e       | 1ste ronde: vrij 2de ronde: V van BUL Netov |

### Kanovaren
| Olympiër                 | Discipline    | Resultaat | Prestatie                                              |
| Slalom                   | Slalom        | Slalom    | Slalom                                                 |
| ------------------------ | ------------- | --------- | ------------------------------------------------------ |
| Mike Corcoran            | C-1 (m)       | 10e       | 162,90                                                 |
| Stephen O'Flaherty       | C-1 (m)       | 25e       | 188,75                                                 |
| Andrew Boland            | K-1 (m)       | 40e       | 184,51                                                 |
| Ian Wiley                | K-1 (m)       | 5e        | 145,21                                                 |
| Sprint                   |               |           |                                                        |
| Conor Maloney Gary Mawer | K-2 500m (m)  | 23e       | serie 3: 7de in 1.43,074 herkansingen: 7de in 1.44,375 |
| Conor Maloney Gary Mawer | K-2 1000m (m) | 21e       | serie 2: 6de in 4.03,432 herkansingen: 6de in 3.40,656 |

### Paardensport
| Olympiër                                                          | Discipline  | Resultaat | Prestatie                                                                                          |
| Dressuur                                                          | Dressuur    | Dressuur  | Dressuur                                                                                           |
| ----------------------------------------------------------------- | ----------- | --------- | -------------------------------------------------------------------------------------------------- |
| Heike Holstein                                                    | individueel | 26e       | Grand Prix: 26ste met 65,24%                                                                       |
| Eventing                                                          |             |           | |
| David Foster                                                      | individueel | DNF       | niet gefinisht                                                                                     |
| David Foster Virginia McGrath Alfie Buller Eric Smiley            | team        | 11e       | 1384,40 strafpunten                                                                                |
| Springconcours                                                    |             |           | |
| Peter Charles                                                     | individueel | 11e       | kwalificatie: 27ste met 17,75 strafpunten finale: 11de met 8 strafpunten                           |
| Jessica Chesney-Kürten                                            | individueel | 34e       | kwalificatie: 34ste met 20,50 strafpunten                                                          |
| Damian Gardiner                                                   | individueel | 64e       | kwalificatie: 64ste met 52,50 strafpunten                                                          |
| Eddie Macken                                                      | individueel | 37e       | kwalificatie: 37ste met 22,00 strafpunten                                                          |
| Peter Charles Jessica Chesney-Kürten Damian Gardiner Eddie Macken | team        | 8e        | 1ste ronde: 4de met 12,50 strafpunten 2de ronde: 14de met 22 strafpunten totaal: 34,50 strafpunten |

### Roeien
| Olympiër                                              | Discipline             | Resultaat | Prestatie                                                                           |
| ----------------------------------------------------- | ---------------------- | --------- | ----------------------------------------------------------------------------------- |
| Brendan Colan Niall O'Toole                           | lichte dubbel-twee (m) | 19e       | serie 2: 4de in 6.56,28 herkansingen: 3de in 6.18,38 halve finale 3: 3de in 8.14,64 |
| Derek Holland Sam Lynch Neville Maxwell Tony O'Connor | lichte vier-zonder (m) | 4e        | serie 2: 1ste in 6.00,99 halve finale 1: 3de in 6.15,66 finale: 4de in 6.13,51      |

### Schietsport
| Olympiër     | Discipline             | Resultaat | Prestatie                                              |
| ------------ | ---------------------- | --------- | ------------------------------------------------------ |
| Gary Duff    | 50m geweer liggend (m) | 52e       | kwalificatie: 52ste met 580 punten (98-99-95-96-96-96) |
| Thomas Allen | trap (m)               | 42e       | kwalificatie: 42ste met 116 punten (70-46)             |
| Thomas Allen | dubbeltrap (m)         | 25e       | kwalificatie: 25ste met 126 punten (41-44-41)          |
|              |                        |           |                                                        |
| Rhona Barry  | 10m luchtgeweer (v)    | 43e       | kwalificatie: 43ste met 382 punten (94-95-96-97)       |

### Tennis
| Olympiër                | Discipline     | Resultaat | Prestatie                                      |
| ----------------------- | -------------- | --------- | ---------------------------------------------- |
| Scott Barron Owen Casey | dubbelspel (m) | 17e       | 1ste ronde: V van CAN Connell/Nestor: 4-6, 4-6 |

### Wielersport
| Olympiër        | Discipline                    | Resultaat | Prestatie                      |
| Baan            | Baan                          | Baan      | Baan                           |
| --------------- | ----------------------------- | --------- | ------------------------------ |
| Declan Lonergan | puntenkoers (m)               | 22e       | 0 punten                       |
| Phillip Collins | individuele achtervolging (m) | 16e       | kwalificatie: 16de in 4.41,207 |
| Mountainbike    |                               |           |                                |
| Martin Earley   | mannen                        | 25e       | 2:43.56                        |
| Alister Martin  | mannen                        | 32e       | 2:47.46                        |
| Weg             |                               |           |                                |
| David McCann    | wegwedstrijd (m)              | 72e       | 4:56.49                        |

### Zeilen
| Olympiër                                   | Discipline    | Resultaat | Prestatie                                     |
| ------------------------------------------ | ------------- | --------- | --------------------------------------------- |
| John Driscoll                              | finn (m)      | 24e       | 142,0 punten: (23-19-16-24-20-21-10-13-24-20) |
|                                            |               |           |                                               |
| Aisling Bowman                             | europe (v)    | 10e       | 82,0 punten: (10-6-14-6-5-7-21-15-10-20-9)    |
| Denise Lyttle Louise Cole                  | 470 (v)       | 13e       | 95,0 punten: (10-10-14-13-11-17-8-5-8-16-19)  |
|                                            |               |           |                                               |
| Mark Lyttle                                | laser         | 11e       | 88,0 punten: (DSQ-13-1-9-14-5-8-DSQ-10-10-18) |
| Mark Mansfield David Burrows               | star klasse   | 12e       | 75,0 punten: (22-PMS-12-9-16-13-10-8-3-4)     |
| Marshall King Garrett Connolly Dan O'Grady | soling klasse | 16e       | 93,0 punten: (3-10-11-9-16-17-13-PMS-14-17)   |

### Zwemmen
| Olympiër        | Discipline           | Resultaat | Prestatie                                                 |
| --------------- | -------------------- | --------- | --------------------------------------------------------- |
| Nicholas O'Hare | 50m vrije slag (m)   | 48e       | serie 5: 7de in 24,03                                     |
| Earl McCarthy   | 100m vrije slag (m)  | 27e       | serie 5: 7de in 50,99                                     |
| Earl McCarthy   | 200m vrije slag (m)  | 29e       | serie 3: 4de in 1.53,67                                   |
| Adrian O'Connor | 100m rugslag (m)     | 41e       | serie 3: 7de in 58,56                                     |
| Adrian O'Connor | 200m rugslag (m)     | 35e       | serie 2: 6de in 2.08,90                                   |
|                 |                      |           |                                                           |
| Marion Madine   | 200m vrije slag (v)  | 27e       | serie 3: 3de in 2.04,92 (NR)                              |
| Michelle Smith  | 400m vrije slag (v)  | Goud      | serie 5: 2de in 4.09,00 (NR) finale: 1ste in 4.07,25 (NR) |
| Marion Madine   | 100m vlinderslag (v) | 32e       | serie 3: 8ste in 1.03,80                                  |
| Michelle Smith  | 200m vlinderslag (v) | Brons     | serie 5: 2de in 2.10,03 (NR) finale: 3de in 2.09,91 (NR)  |
| Michelle Smith  | 200m wisselslag (v)  | Goud      | serie 5: 3de in 2.16,35 finale: 1ste in 2.13,93 (NR)      |
| Michelle Smith  | 400m wisselslag (v)  | Goud      | serie 3: 1ste in 4.43,79 finale: 1ste in 4.39,18 (NR)     |

Afghanistan · Albanië · Algerije · Amerikaanse Maagdeneilanden · Amerikaans-Samoa · Andorra · Angola · Antigua‑Barbuda · Argentinië · Armenië · Aruba · Australië · Azerbeidzjan · Bahama's · Bahrein · Bangladesh · Barbados · België · Belize · Benin · Bermuda · Bhutan · Bolivia · Bosnië en Herzegovina · Botswana · Brazilië · Britse Maagdeneilanden · Brunei · Bulgarije · Burkina Faso · Burundi · Cambodja · Canada · Centraal-Afrikaanse Republiek · Chili · China · Chinees Taipei · Colombia · Comoren · Congo-Brazzaville · Cookeilanden · Costa Rica · Cuba · Cyprus · Denemarken · Djibouti · Dominica · Dominicaanse Republiek · Duitsland · Ecuador · Egypte · El Salvador · Equatoriaal-Guinea · Estland · Ethiopië · Fiji · Filipijnen · Finland · Frankrijk · Gabon · Gambia · Georgië · Ghana · Grenada · Griekenland · Groot-Brittannië · Guam · Guatemala · Guinee · Guinee-Bissau · Guyana · Haïti · Honduras · Hongarije · Hongkong · Ierland · IJsland · India · Indonesië · Irak · Iran · Israël · Italië · Ivoorkust · Jamaica · Japan · Jemen · Joegoslavië · Jordanië · Kaaimaneilanden · Kaapverdië · Kameroen · Kazachstan · Kenia · Kirgizië · Koeweit · Kroatië · Laos · Lesotho · Letland · Libanon · Liberia · Libië · Liechtenstein · Litouwen · Luxemburg ·  Macedonië · Madagaskar · Malawi · Malediven · Maleisië · Mali · Malta · Marokko · Mauritanië · Mauritius · Mexico · Moldavië · Monaco · Mongolië · Mozambique · Myanmar · Namibië · Nauru · Nederland · Nederlandse Antillen · Nepal · Nicaragua · Nieuw-Zeeland · Niger · Nigeria · Noord-Korea · Noorwegen · Oeganda · Oekraïne · Oezbekistan · Oman · Oostenrijk · Pakistan · Palestina · Panama · Papoea-Nieuw-Guinea · Paraguay · Peru · Polen · Portugal · Puerto Rico · Qatar · Roemenië · Rusland · Rwanda · Saint Kitts en Nevis · Saint Lucia · Saint Vincent en Grenadines · Salomonseilanden · Samoa · San Marino · Sao Tomé en Principe · Saoedi-Arabië · Senegal · Seychellen · Sierra Leone · Singapore · Slovenië · Slowakije · Soedan · Somalië · Spanje · Sri Lanka · Suriname · Swaziland · Syrië · Tadzjikistan · Tanzania · Thailand · Togo · Tonga · Trinidad en Tobago · Tsjaad · Tsjechië · Tunesië · Turkije · Turkmenistan · Uruguay · Vanuatu · Venezuela · Verenigde Arabische Emiraten · Verenigde Staten · Vietnam · Wit-Rusland · Zaïre · Zambia · Zimbabwe · Zuid-Afrika · Zuid-Korea · Zweden · Zwitserland